# Muschampia antonia
Muschampia antonia is een vlinder uit de familie van de dikkopjes (Hesperiidae). De wetenschappelijke naam van de soort is voor het eerst gepubliceerd in 1879 door Adolph Speyer.
De soort komt voor in Centraal-Azië.